# Kristin Richards
Kristin Richards (Orem, 30 giugno 1985) è una pallavolista statunitense.
Gioca nel ruolo di schiacciatrice nell'Impel.

## Carriera
La carriera di Kristin Richards inizia nel 2003 alla Stanford University, vincendo la NCAA Division I nel 2004. Nel 2005 viene convocata per la prima volta in nazionale, con cui disputa il Montreux Volley Masters. Nel 2006 gioca la sua seconda finale del campionato universitario, ma viene sconfitta dalla University of Nebraska–Lincoln.
Terminata l'università la giocatrice si dedica per un anno esclusivamente alla nazionale. Dal 2008 gioca in Russia. Nella prima stagione da professionista gioca per lo Ženskij volejbol'nyj klub Fakel. Nella stagione 2009-10 gioca nel Volejbol'nyj klub Omička. Nel 2010 con la nazionale ha vinto la medaglia d'argento al Montreux Volley Masters.
Nella stagione 2010-11 viene ingaggiata in Azerbaigian dalla Lokomotiv Bakı Voleybol Klubu, con cui disputa la finale di Coppa CEV, persa nel derby con l'Azərreyl Voleybol Klubu. La stagione successiva viene ingaggiata, inizialmente, dalla Spes Volley Conegliano, nel massimo campionato italiano, ma, dopo il ritiro dal campionato del club veneto, passa al River Volley di Piacenza; con la nazionale vince la medaglia d'oro al World Grand Prix e alla Coppa panamericana, dove viene anche premiata come miglior giocatrice.
Nella stagione 2012-13 va a giocare nel club turco dello Yeşilyurt; con la nazionale vince nuovamente la Coppa panamericana ed il campionato nordamericano, oltre alla medaglia d'argento alla Grand Champions Cup. Nella stagione successiva passa al Campinas Voleibol Clube, nella Superliga Série A brasiliana; con la nazionale vince il campionato mondiale 2014.
Nella stagione 2014-15 ritorna in Turchia per giocare nel Fenerbahçe Spor Kulübü vincendo la Coppa di Turchia e lo scudetto; nel 2015 con la nazionale vince la medaglia d'oro alla Coppa panamericana ed ai XVII Giochi panamericani. Nella stagione successiva difende i colori dell'Impel di Breslavia, nella Liga Siatkówki Kobiet polacca.

## Vita privata
È sposata con l'ex pallavolista Tyler Hildebrand.

## Palmarès

### Club
- NCAA Division I: 1

2004
- Campionato turco: 1

2014-15
- Coppa di Turchia: 1

2014-15

### Nazionale (competizioni minori)
- Montreux Volley Masters 2010
- Coppa panamericana 2012
- Coppa panamericana 2013
- Montreux Volley Masters 2014
- Coppa panamericana 2015
- Giochi panamericani 2015

### Premi individuali
- 2005 - All-America First Team
- 2006 - All-America Third Team
- 2006 - Division I NCAA statunitense: Omaha National All-Tournament Team
- 2012 - Coppa panamericana: MVP
- 2012 - Coppa panamericana: Miglior realizzatrice